# De Beverkooy

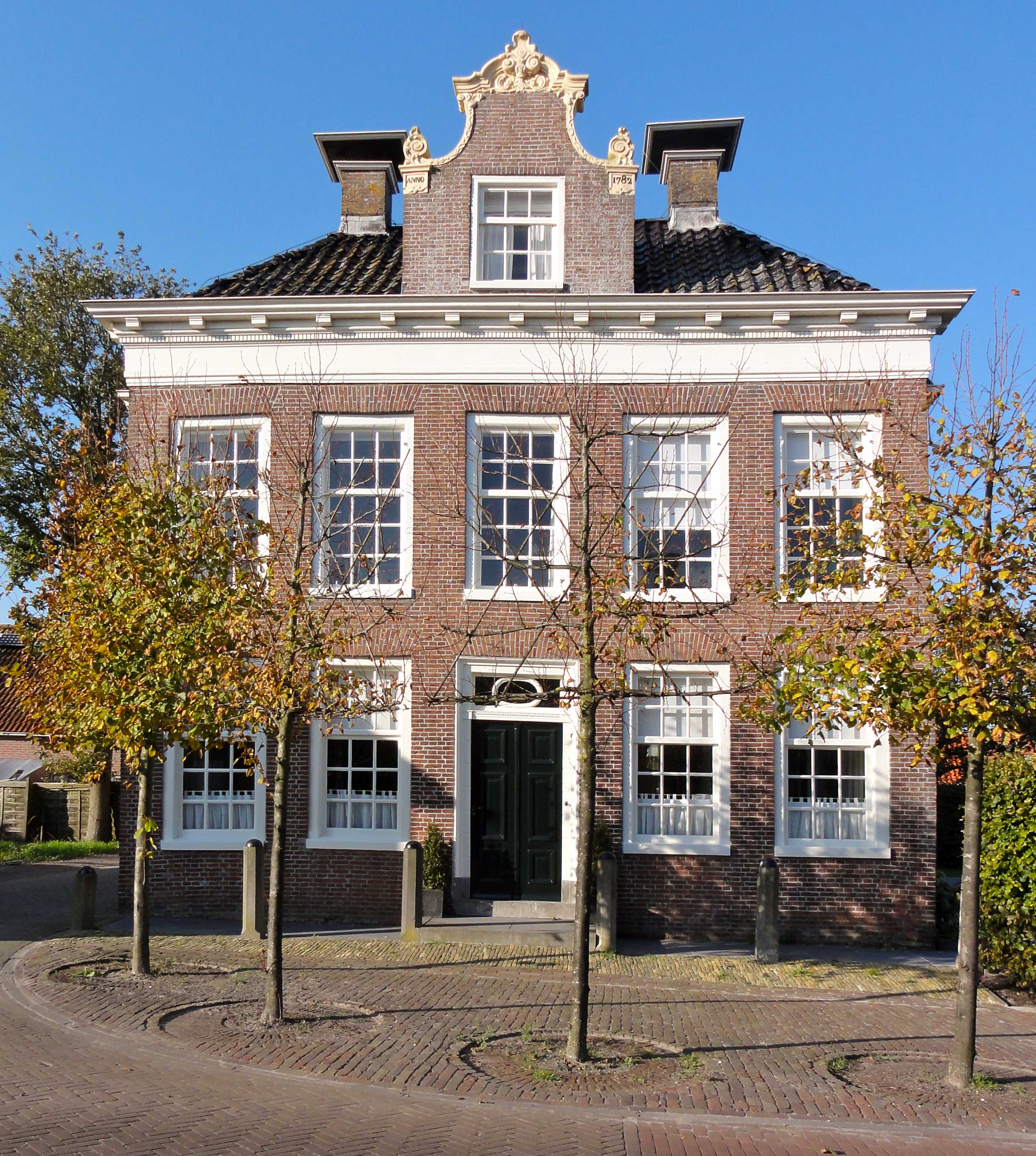
Voorzijde van de De Beverkooy, het voormalige rechthuis van Lemsterland in Oosterzee

De Beverkooy is het voormalige rechthuis van de grietenij Lemsterland aan de Buren 19 in Oosterzee.

## Beschrijving

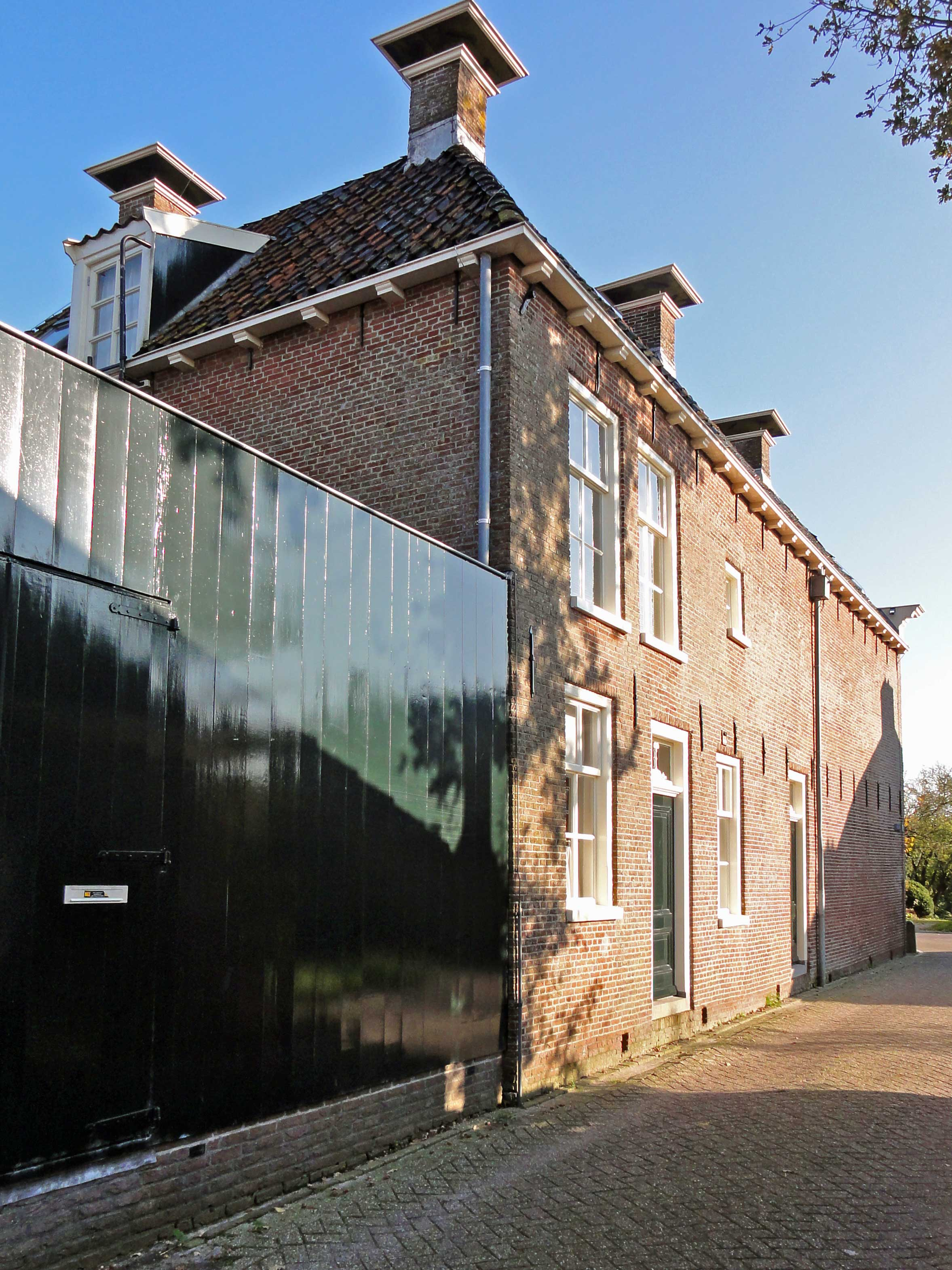
Achterzijde van de De Beverkooy aan de Molenweg

Het monumentale pand De Beverkooy was het rechthuis van de grietenij Lemsterland. Het gebouw op de hoek van de Buren en de Molenweg werd gebouwd in 1782. Het pand heeft aan de voorzijde een bakstenen dakkapel met een klokgevel, voorzien van decoraties waarin het bouwjaar is verwerkt. Voor het huis staan zes stoeppalen. De gesneden toegangsdeur met bovenlicht bevindt zich in het midden. De voorgevel heeft, ter weerszijden van de deur, aan elke kant twee vijftienruits vensters, de verdieping telt vijf van deze vensters. Daarboven een forse kroonlijst en een zadeldak met meerdere hoekschoorstenen. Aan de achterzijde is het pand verlengd (Molenweg 2). In de zijgevel bevinden zich twee deuren, vier zesruits vensters en een klein venster. Aan de achterzijde heeft het pand, evenals aan de voorzijde, een dakkapel.
Beide delen van het pand De Beverkooij zijn erkend als rijksmonument.
De naam 'Beverkooy' ontstond uit een tijdelijk gebruik van het pand als uitvalsbasis voor zeilkampen van het Chr Streeklyceum uit Ede, van ca. 1968 tot in de jaren 80. Initiatiefnemers van de aankoop van het pand waren de docenten Van Beveren en Kooyman.
Het gebruik van het pand uit die periode werd 'vereeuwigd' door opdrukken op T-shirts.

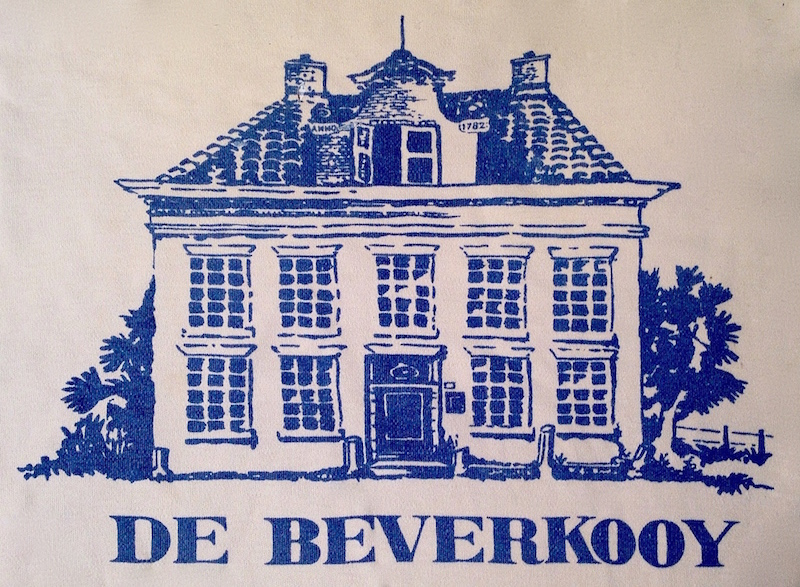
De Beverkooy, zoals begin jaren 70 afgedrukt op T-shirts